# Леркара Фриди
Леркара Фриди (итал. Lercara Friddi) је насеље у Италији у округу Палермо, региону Сицилија.
Према процени из 2011. у насељу је живело 6687 становника. Насеље се налази на надморској висини од 676 м.

## Становништво
Према резултатима пописа становништва 2011. у општини је живело 6.935 становника.
| 1931.  | 1936.  | 1951.  | 1961.  | 1971. | 1981. | 1991. | 2001. | 2011. |
| ------ | ------ | ------ | ------ | ----- | ----- | ----- | ----- | ----- |
| 11.137 | 12.255 | 13.512 | 11.872 | 9.536 | 9.749 | 7.602 | 7.392 | 6.935 |